# Rivière Alex (rivière Péribonka)
Pour les articles homonymes, voir Rivière Alex et Alex.
La rivière Alex est un affluent de la rivière Péribonka, coulant dans le territoire non organisé de Passes-Dangereuses et dans la municipalité de Saint-Ludger-de-Milot (MRC de Lac-Saint-Jean-Est), dans la région administrative du Saguenay-Lac-Saint-Jean, au Québec, au Canada. Le cours de cette rivière traverse le centre de la zec des Passes, intégrant sur son parcours d'une centaine de kilomètres le Petit lac Alex, le lac Alex, le lac aux Grandes Pointes.
La foresterie constitue la principale activité économique du secteur ; les activités récréotouristiques, en second.
La route forestière R0250 (soit le "chemin de la Chute des Passes") longe la rivière Alex sur la rive Ouest (sauf la partie supérieure de la vallée où la route traverse la rivière Alex au Nord du lac Alex et s'oriente vers le Nord-Est). Plusieurs autres routes forestières desservent la vallée de la rivière Alex, surtout pour les besoins de la foresterie et des activités récréotouristiques,,.
La surface de la rivière Alex est habituellement gelée de la fin novembre au début avril, toutefois la circulation sécuritaire sur la glace se fait généralement de la mi-décembre à la fin mars.

## Géographie
Les principaux bassins versants voisins de la rivière Alex sont :
- côté Nord : lac Étienniche, lac D'Ailleboust, rivière des Prairies, rivière au Serpent, rivière Manouane, lac Péribonka ;
- côté Est : rivière Péribonka, rivière Belley, rivière Bernabé, rivière Brûlée, rivière du Banc de Sable, rivière du Portage, lac Tchitogama ;
- côté Sud : rivière Péribonka, rivière aux Harts, rivière Taillon, rivière Mistouk, rivière Saguenay, lac Saint-Jean ;
- côté Ouest : rivière à Michel, rivière Saint-Ludger, rivière Villeneuve, Petite rivière Péribonka, rivière Épiphane, rivière des Aigles, rivière des Épinettes Noires, rivière du Nord, rivière Brûle-Neige, rivière Mistassini[2].

La rivière Alex prend sa source à l’embouchure du lac Gagnon (longueur : 1,6 km ; altitude : 395 m). Ce lac est alimenté par trois petits lacs situés du côté Est : lac de la Transmission, lac René et lac Armande. L’embouchure de ce lac est située à 2,6 km à l'Ouest du sommet d’une montagne. Cette source est située à :
- 15,8 km à l’Ouest du cours de la rivière Péribonka ;
- 38,0 km au Nord-Est du cours de la confluence de la rivière Mistassibi et de la rivière Mistassibi Nord-Est ;
- 72,4 km au Nord de l’embouchure de la rivière Alex (confluence avec la rivière Péribonka) ;
- 90,6 km au Nord de l’embouchure de la rivière Péribonka (confluence avec le lac Saint-Jean) ;
- 97,4 km au Nord de l’embouchure du lac Saint-Jean (confluence avec la Grande Décharge).

À partir de sa source (lac Gagnon) situé dans la partie Nord de la zec des Passes, le cours de la rivière Alex descend sur 98,1 km entièrement en zones forestières plus ou moins en ligne droite, selon les segments suivants :
Cours supérieur de la rivière Alex (segment de 13,7 km)
- 1,7 km vers l’Ouest en traversant un petit lac non identifié (longueur : 0,2 km ; altitude : 332 m) jusqu’à son embouchure ;
- 4,7 km vers le Sud notamment en traversant un petit lac non identifié et le lac Étroit (longueur : 2,6 km ; altitude : 332 m) sur sa pleine longueur, jusqu’à son embouchure ;
- 3,9 km vers le Sud notamment en traversant le lac du Bout (longueur : km ; altitude : 311 m) vers le Sud-Ouest jusqu’à son embouchure ;
- 3,4 km vers le Sud notamment en traversant sur 0,6 km le Petit lac Alex (longueur : 2,6 km ; altitude : 308 m), jusqu’à son embouchure ;

Cours intermédiaire de la rivière Alex (segment de 38,4 km)
- 19,6 km vers le Sud notamment en traversant le lac Alex (longueur : 11,8 km ; altitude : 273 m) jusqu’à son embouchure ;
- 18,8 km vers le Sud notamment en traversant le lac aux Grandes Pointes (longueur : 9,0 km ; altitude : 252 m) presque sur sa pleine longueur, jusqu’à son embouchure. Note : Ce plan d’eau reçoit sur sa rive Ouest la rivière du Nord ;

Cours inférieur de la rivière Alex (segment de 46,0 km)
- 2,0 km vers le Sud en traversant quatre rapides, jusqu’à la décharge (venant du Nord-Est) de quelques lacs dont le lac Clary et le Petit lac Clary ;
- 4,7 km vers le Sud en traversant cinq rapides, puis le Sud-Ouest jusqu’à la rivière des Épinettes Noires (venant du Nord-Ouest), correspondant à un coude de rivière ;
- 7,8 km vers le Sud-Est jusqu’à la décharge (venant de l’Est) de quelques lacs, correspondant à un coude de la rivière ;
- 9,3 km vers le Sud-Ouest en traversant une douzaine de rapides jusqu’à la confluence de la rivière des Aigles (venant du Nord) ;
- 9,7 km vers le Sud en formant un S en milieu de segment et un autre S en fin de segment, jusqu’à la rivière Épiphane (venant du Nord-Ouest) ;
- 4,8 km vers le Sud en formant un crochet vers l’Est, en traversant la Chute Blanche et en formant une boucle vers l’Ouest en fin de segment, jusqu’à la confluence de la rivière Milot (venant de l’Est) ;
- 7,7 km vers le Sud en formant une boucle vers l’Est où le courant traverse la Chute Croche (situé à 5,6 km à l’Est du village de Saint-Ludger-de-Milot) et en formant un crochet vers l’Est en fin de segment, jusqu'à l'embouchure de la rivière[2].

L'embouchure de la rivière Alex se déverse au fond d’une baie sur la rive Nord de la rivière Péribonka à :
- 8,4 km au Nord-Ouest du barrage « Chute du Diable » érigé en amont sur la rivière Péribonka ;
- 11,3 km au Nord du barrage sur la rivière Péribonka en amont du village de Sainte-Monique ;
- 27,1 km au Nord-Est de l’embouchure de la rivière Péribonka (confluence avec le lac Saint-Jean) ;
- 25,8 km au Nord-Ouest de l’embouchure du lac Saint-Jean (confluence avec la Grande Décharge) ;
- 64,7 km au Nord-Ouest du centre-ville d’Alma ;
- 69,4 km au Nord-Ouest du centre-ville de Saguenay ;
- 171,5 km à l’Ouest de l’embouchure de la rivière Saguenay[2].

À partir de l’embouchure de la rivière Alex, le courant descend le cours de la rivière Péribonka sur 30,1 km d’abord vers le Sud, puis vers le Sud-Ouest. À l’embouchure de cette dernière, le courant traverse le lac Saint-Jean sur 29,3 km vers l’Est, puis emprunte le cours de la rivière Saguenay sur 155 km vers l’Est jusqu'à la hauteur de Tadoussac où il conflue avec le fleuve Saint-Laurent.

## Toponymie
Explorée en 1889 par l'arpenteur Mullarkey, la rivière avait alors ses rives couvertes de pins gris et d'épinettes rouges (mélèzes) ; cette exploration avait pour but d’évaluer son potentiel pour le flottage des billots et la production d'électricité. Une succession de rapides marque son cours, de même que trois chutes importantes dans sa partie aval. La dénomination, en usage depuis plus d'un siècle, rappelle la mémoire d'Alexandre Gagnon, connu comme le père Alex. Il agit comme contremaître dans les chantiers forestiers vers la fin du XIXe siècle. Il dirigea aussi plusieurs chantiers le long de cette même rivière pour la compagnie Price et la scierie de Roberval au début du XXe siècle. Pour les Innus, le lac Alex s'appelle Namekush Shakahikan, signifiant « lac de la truite grise »,.
Le toponyme « Rivière Alex » a été officialisé le 5 décembre 1968 à la Banque des noms de lieux de la Commission de toponymie du Québec.